# Armia Renu (francuska)
Armia Renu (Armée du Rhin) była francuskim związkiem armijnym okresu Pierwszej Republiki Francuskiej. Przez długi okres była najliczniejszą i najpotężniejszą armią francuską – jej liczebność dochodziła nawet do 140 tysięcy żołnierzy. Dzięki swoim licznym zwycięstwom była również (pod różnymi nazwami i postaciami) jedną z najbardziej popularnych formacji.

## Dzieje
Armia Renu została sformowana na mocy dekretu króla Ludwika XVI z 14 grudnia 1791 roku. Jej zadaniem była początkowo obrona Lotaryngii i Alzacji przed wojskami I koalicji antyfrancuskiej. Stopniowo zakres odpowiedzialności Armii Renu ulegał zmniejszeniu, wobec powstawania nowych armii. 1 października 1792 roku z części formacji wchodzących w skład Armii Renu sformowano Armię Wogezów. Armia toczyła walki z wojskami cesarskimi i pruskimi. Do drugiej połowy 1794 roku były to niemal wyłącznie walki obronne, prowadzone jednak z dużą elastycznością co zapewniło jej ostateczny sukces. We wrześniu 1794 roku Armia przekroczyła Ren i prowadziła za nim szczęśliwe walki, zajmując wkrótce całe południowe Niemcy. 20 kwietnia 1795 roku Armia Renu została scalona z Armią Mozeli tworząc wspólnie Armię Renu i Mozeli. "Pierwsza" Armia Renu brała udział w m.in. walkach pod Kaiserslautern, Froeschwiller, Geisbergiem, Weissenburgiem i Tripstadt.
Armia Renu została powołana po raz kolejny 9 grudnia 1797 roku. Funkcjonowała jedynie do 3 lutego 1798 roku. Przez ten czas pełniła funkcje strażnicze, obserwacyjne i porządkowe wzdłuż granicy na Renie. Armia została sformowana po raz trzeci 18 lipca 1799 roku. Jej zadaniem tym razem była obrona wschodniej rubieży granic przed wojskami II koalicji antyfrancuskiej. Powstała z formacji wydzielonych z Armii Dunaju, a już 22 listopada 1799 wchłonęła resztki tej rozbitej armii. Armia Renu, pod wodzą generała Jeana Victora Moreau, ruszyła z ofensywą wraz z wojskami francuskimi we Włoszech, w maju 1800 roku. Szybko zajęła Badenię i Wirtembergię, a następnie rozbiła dwie potężne armie austriackie – pierwszą pod Höchstädt, a drugą pod Hohenlinden. Wtedy też całe południowe Niemcy znalazły się w rękach Armii Renu, która bezpośrednio zagroziła Wiedniowi. Uderzenie na Austrię jednak nie nastąpiło gdyż Pierwszy Konsul, Bonaparte, zawarł z Cesarstwem pokój w Lunéville, kończąc tym samym szlak wojenny Armii Renu. Ostatecznie została ona zdemobilizowana i 5 maja 1801 roku rozwiązana.

## Dowódcy
- marszałek Nicolas Luckner; od 14 grudnia 1791 roku do 6 maja 1792 roku
- generał Alexis Magellon de Lamorlière; od 6 maja do 20 lipca 1792 roku
- generał Armand Louis de Gontaut-Biron; od 20 lipca do 25 grudnia 1792 roku
- generał Jean Étienne Philibert de Prez-Crassier; od 25 grudnia 1792 roku do 14 marca 1793 roku
- generał Adam Philippe de Custine; od 14 marca do 17 maja 1793 roku
- generał Dominique Diettmann; od 17 maja do 29 maja 1793 roku
- generał Alexandre François de Beauharnais; od 30 maja do 17 sierpnia 1793 roku
- generał Charles Hyacinthe Leclerc de Landremont; od 17 sierpnia do 29 września 1793 roku
- generał Benoît Meunier; od 29 września do 1 października 1793 roku
- generał Jean Pascal Raymond Carlenc; od 1 października do 26 października 1793 roku
- generał Jean-Charles Pichegru; od 26 października 1793 roku do 13 stycznia 1794 roku
- generał Claude Ignace Michaud; od 13 stycznia 1794 roku do 10 kwietnia 1795 roku
- generał Jean-Baptiste Kléber; od 10 kwietnia do 16 kwietnia 1795 roku
- generał Jean-Charles Pichegru; od 16 kwietnia do 20 kwietnia 1795 roku

- generał Pierre François Charles Augereau; od 9 grudnia 1797 roku do 3 lutego 1798 roku

- generał Jacques Léonard Muller; od 18 lipca do 24 września 1799 roku
- generał Michel Ney; od 24 września do 23 października 1799 roku
- generał Claude Jacques Lecourbe; od 23 października do 5 grudnia 1799 roku
- generał Louis Baraguey d’Hilliers[1]; od 5 do 27 grudnia 1799 roku
- generał Jean Victor Marie Moreau; od 27 grudnia 1799 roku do rozwiązania